# Európai Műsorsugárzók Uniója
Az Európai Műsorsugárzók Uniója (angolul European Broadcasting Union, EBU; franciául Union Européenne de Radio-télévision, UER) a 2017-es helyzet szerint 55 aktív tagország 75 televízió- és rádióadóját tömörítő nemzetközi szervezet, melyet 1950. február 12-én hoztak létre. Tagjai 55 európai, észak-afrikai és közel-keleti országban találhatóak. Az aktív tagokon kívül 34 társult tagja is van az összes többi kontinensről, további 19 országból, mint pl. Grúziából, Grönlandról, Hongkongból. Székhelye Genf.

## Története, fejlődése
Az EBU-t 1950. február 12-én egy Torquay-ban, Nagy-Britanniában rendezett konferencián azzal a céllal hozták létre, hogy egymás között a híradóbejátszásokat megosszák. 23 európai, és észak-afrikai rádióállomás alapította. A szervezet feladata továbbá a technikai fejlődés elősegítése, és általánosítása.
1953-ban az első nemzetközi élő adást az EBU sugározta, a II. Erzsébet brit királynő koronázási ceremóniájáról.  Az első hivatalos Eurovízió-adás az 1954-ben, Montreux-ban rendezett nárciszfesztiválról tudósított. 1956-ban pedig az akkor életre keltett, és azóta is futó Eurovíziós Dalfesztivált közvetítette. Ez a rendezvény talán a legismertebb EBU-produkció. A szervezet másik népszerű versenye a Játék határok nélkül volt 1965-től 1999-ig. Ezenkívül fiatal táncosok és fiatal zenészek versenyét, gyerekprogramokat és dokumentumfilmeket is készít a szervezet.
Az EBU 1993-ban egyesült a volt keleti blokkbeli riválissal, az OIRT-tal (Organisation Internationale de Radiodiffusion et de Télévision).
A 2012. január 6-i állás szerint az EBU 85 teljes jogú taggal rendelkezik 56 országból, és 37 társult taggal 22 további országból. A magyar tévétársaságok közül a Magyar Televízió, Duna Televízió a rádióadók közül pedig a Magyar Rádió volt tagja (2011-től MTVA néven közös szervezetben). 2015-től a Duna Médiaszolgáltató egyedüli tag, amely a korábbi intézmények összeolvadásával jött létre.

## Tagjai

### Aktív tagok
| Ország              | Műsorsugárzó(k) | Rövidítés     | Csatlakozás éve  |
| ------------------- | --- | ------------- | ---------------- |
| Albánia             | Radio Televizioni Shqiptar | RTSH          | 1999             |
| Algéria             | Etablissement public de télévision algérienne | EPTV          | 1970             |
| Algéria             | Enterprise nationale de radiodiffusion sonore | ENRS          | 1970             |
| Algéria             | Télédiffusion d’Algérie | TDA           | 1970             |
| Andorra             | Ràdio i Televisió d’Andorra | RTVA          | 2002             |
| Ausztria            | Österreichischer Rundfunk | ORF           | 1953             |
| Azerbajdzsán        | İctimai Televiziya və Radio Yayımları Şirkəti: - İctimai Televiziya (İTV) - İctimai Radio | İTV           | 2007             |
| Belgium             | Vlaamse Radio- en Televisieomroeporganisatie | VRT           | 1950             |
| Belgium             | Radio-télévision belge de la Communauté française | RTBF          | 1950             |
| Bosznia-Hercegovina | Bosanskohercegovačka radiotelevizija | BHRT          | 1993             |
| Bulgária            | Balgarszko Nacionalno Radio | BNR           | 1993             |
| Bulgária            | Balgarszka Nacionalna Televizija | BNT           | 1993             |
| Ciprus              | Ciprusi Műsorszolgáltató Társaság | CyBC/RIK/KRYK | 1969             |
| Csehország          | Český Rozhlas | ČR            | 1993             |
| Csehország          | Česká Televize | ČT            | 1993             |
| Dánia               | Danmarks Radio | DR            | 1950             |
| Dánia               | TV2 | DK/TV2        | 1989             |
| Egyesült Királyság  | British Broadcasting Corporation | BBC           | 1950             |
| Egyesült Királyság  | United Kingdom Independent Broadcasting: - ITV plc (ITV) - STV Group plc (STV) - Channel Four Television Corporation (Channel 4) - S4C | UKIB          | 1981             |
| Egyiptom            | Egyptian Radio and Television Union | ERTU          | 1985             |
| Észak-Macedónia     | Makedonska Radio Televizija | MRT           | 1993             |
| Észtország          | Eesti Rahvusringhääling - Eesti Raadio (ER) - Eesti Televisioon (ETV) | ERR           | 1993             |
| Finnország          | Yleisradio | Yle           | 1950             |
| Franciaország       | Groupe de Radiodiffusion Française: - France Télévisions - Radio France - France Médias Monde | GRF           | 1950             |
| Franciaország       | TF1 | TF1           | 1950             |
| Franciaország       | Europe 1 | E1            | 1978             |
| Franciaország       | Canal+ | C+            | 1984             |
| Franciaország       | Arte | Arte          | 2024             |
| Görögország         | Ellinikí Radiofonía Tileóraszi | ERT           | 1950–2013, 2015– |
| Grúzia              | Grúz Közszolgálati Televízió | GPB           | 2005             |
| Hollandia           | Nederlandse Publieke Omroep: - AVROTROS - BNNVARA - Evangelische Omroep (EO) - Humanistische Omroep (HUMAN) - KRO-NCRV - Omroep MAX (MAX) - Nederlandse Omroep Stichting (NOS) - Omroep NTR (NTR) - PowNed - Stichting Ether Reclame (STER) - VPRO - WNL | NPO           | 1950             |
| Horvátország        | Hrvatska radiotelevizija | HRT           | 1993             |
| Írország            | Raidió Teilifís Éireann | RTÉ           | 1950             |
| Írország            | TG4 | TG4           | 2007             |
| Izland              | Ríkisútvarpið | RÚV           | 1956             |
| Izrael              | Izraeli Közszolgálati Televízió | IPBC/KAN      | 2017             |
| Jordánia            | Jordan Rádió és Televízió Társaság | JRTV          | 1970             |
| Lengyelország       | Telewizja Polska | TVP           | 1993             |
| Lengyelország       | Polskie Radio | PR            | 1993             |
| Lettország          | Latvijas sabiedriskais medijs (2013–): - Latvijas Televīzija (LTV; 1993–) - Latvijas Radio (LR; 1993–) | LSM           | 1993/2013        |
| Libanon             | Télé Liban | TL            | 1950             |
| Líbia               | Líbiai Országos Csatorna | LNC           | 2011             |
| Litvánia            | Lietuvos Radijas ir Televizija | LRT           | 1993             |
| Luxemburg           | RTL Group | RTL           | 1950             |
| Luxemburg           | radio 100,7 | —             | 1996             |
| Magyarország        | Médiaszolgáltatás-támogató és Vagyonkezelő Alap (2011–): - Duna Médiaszolgáltató (2015–) | MTVA          | 2011/2015        |
| Málta               | Máltai Közszolgálati Műsorsugárzó | PBS           | 1970             |
| Marokkó             | Société nationale de radiodiffusion et de télévision | SNRT          | 1950–1961, 1969– |
| Moldova             | Teleradio-Moldova | TRM           | 1993             |
| Monaco              | Groupement de Radiodiffusion monégasque: - RMC - TMC - Monaco Média Diffusion - TV MONACO (TVM; 2023–) | GRMC          | 1950             |
| Montenegró          | Radio i televizija Crne Gore | RTCG          | 2006             |
| Németország         | Arbeitsgemeinschaft der öffentlich-rechtlichen Rundfunkanstalten der Bundesrepublik Deutschland: - Bayerischer Rundfunk (BR) - Hessischer Rundfunk (HR) - Mitteldeutscher Rundfunk (MDR) - Norddeutscher Rundfunk (NDR) - Radio Bremen (RB) - Rundfunk Berlin-Brandenburg (rbb) - Saarländischer Rundfunk (SR) - Südwestrundfunk (SWR) - Westdeutscher Rundfunk (WDR) - Deutsche Welle (DW) - Deutschlandradio (DLR) | ARD           | 1952             |
| Németország         | Zweites Deutsches Fernsehen | ZDF           | 1963             |
| Norvégia            | Norsk rikskringkasting | NRK           | 1950             |
| Norvégia            | TV 2 | NO/TV2        | 1993             |
| Olaszország         | Radiotelevisione Italiana | RAI           | 1950             |
| Örményország        | Hajasztani Hanrajin Herrusztajnkerutjun | ARMTV         | 2005             |
| Örményország        | Hajasztani Hanrajin Radio | ARMR          | 2005             |
| Portugália          | Rádio e Televisão de Portugal | RTP           | 1950             |
| Románia             | Societatea Română de Radiodifuziune | ROR           | 1993             |
| Románia             | Televiziunea Română | TVR           | 1993             |
| San Marino          | Radiotelevisione della Repubblica di San Marino | SMRTV         | 1995             |
| Spanyolország       | Radiotelevisión Española | RTVE          | 1955             |
| Svájc               | SRG SSR: - Schweizer Radio und Fernsehen (SRF) - Radio Télévision Suisse (RTS) - Radiotelevisione Svizzera (RSI) - Radiotelevisiun Svizra Rumantscha (RTR) | SRG SSR       | 1950             |
| Svédország          | Sveriges Rundradiotjänst: - Sveriges Television (SVT) - Sveriges Radio (SR) - Sveriges Utbildningsradio (UR) | SRT           | 1950             |
| Szerbia             | Radio-televizija Srbije | RTS           | 2006             |
| Szlovákia           | Slovenská televízia a rozhlas | STVR          | 2024             |
| Szlovénia           | Radiotelevizija Slovenija | RTVSLO        | 1993             |
| Törökország         | Türkiye Radyo ve Televizyon Kurumu | TRT           | 1950             |
| Tunézia             | Établissement de la radio tunisienne | ERT           | 2007             |
| Tunézia             | Établissement de la télévision tunisienne | ETT           | 2007             |
| Ukrajna             | Szuszpilne | UA:PBC        | 2017             |
| Vatikán             | Vatikáni Rádió | RV            | 1950             |

### Korábbi aktív tagok
| Ország                | Műsorsugárzó(k)                                                             | Rövidítés | Tagság ideje |
| --------------------- | --------------------------------------------------------------------------- | --------- | ------------ |
| Csehszlovákia         | Csehszlovák Televízió ( Československá televize, Česko-slovenská televízia) | ČST       | 1991–1992    |
| Egyesült Királyság    | Independent Television Authority                                            | ITA       | 1959–1972    |
| Egyesült Királyság    | Independent Broadcasting Authority                                          | IBA       | 1972–1981    |
| Egyesült Királyság    | Commercial Radio Companies Association                                      | CRCA      | 1981–2006    |
| Fehéroroszország      | Belarusian Television and Radio Company                                     | BTRC      | 1993–2021    |
| Finnország            | MTV3                                                                        | MTV3      | 1993–2019    |
| Görögország           | Néa Ellinikí Radiofonía, Ídernet ke Tileóraszi                              | NERIT     | 2014–2015    |
| Izrael                | Israel Broadcasting Authority                                               | IBA       | 1957–2017    |
| Jugoszlávia           | Jugoslovenska radio-televizija                                              | JRT       | 1950–1992    |
| Líbia                 | Libyan Jamahiriya Broadcasting Corporation                                  | LJBC      | 1974–2011    |
| Magyarország          | Duna Televízió                                                              | Duna      | 2013–2015    |
| Magyarország          | Magyar Rádió                                                                | MR        | 1993–2015    |
| Magyarország          | Magyar Televízió                                                            | MTV       | 1993–2015    |
| Monaco                | Telemontecarlo                                                              | TMC       | 1981–2001    |
| Olaszország           | Telemontecarlo                                                              | TMC       | 1981–2001    |
| Oroszország           | Pervij Kanal                                                                | C1R       | 1996–2022    |
| Oroszország           | Ragyio Dom Osztankino: - Ragyio Majak - Ragyio Orfej                        | RDO       | 1996–2022    |
| Oroszország           | Összoroszországi Állami Televíziós és Rádió Vállalat                        | VGTRK     | 1993–2022    |
| Spanyolország         | Antena 3 Radio                                                              | A3R       | 1986–1993    |
| Spanyolország         | Cadena COPE                                                                 | COPE      | 1998–2019    |
| Spanyolország         | Cadena SER                                                                  | SER       | 1982–2020    |
| Svédország            | TV4                                                                         | SE/TV4    | 2004–2019    |
| Szerbia és Montenegró | Udruženje javnih radija i televizija                                        | UJRT      | 2001–2006    |
| Szlovákia             | Slovenský rozhlas                                                           | SR        | 1993–2011    |
| Szlovákia             | Slovenská televízia                                                         | STV       | 1993–2011    |
| Szlovákia             | Rozhlas a televízia Sloveska                                                | RTVS      | 2011–2024    |
| Tunézia               | Établissement de la radiodiffusion-télévision tunisienne                    | ERTT      | 1950–2007    |
| Ukrajna               | Nacionalna Telekompanyija Ukrajini                                          | NTU       | 1993–2017    |
| Ukrajna               | Nacionalna Ragyiokompanyija Ukrajini                                        | NRU       | 1993–2017    |
| Vatikán               | Centro Televisivo Vaticano                                                  | CTV       | 1950–2012    |

### Műsorsugárzók, melyek jelezték tagságra való igényüket
| Ország, terület | Műsorsugárzó(k)                                 | Rövidítés |
| --------------- | ----------------------------------------------- | --------- |
| Feröer          | Kringvarp Føroya                                | KVF       |
| Katalónia       | Corporació Catalana de Mitjans Audiovisuals     | CCMA      |
| Katar           | Qatar Radio                                     | QR        |
| Kazahsztán      | Channel 31                                      | —         |
| Kazahsztán      | Khabar Agency                                   | KA        |
| Koszovó         | Radio Televizioni i Kosovës                     | RTK       |
| Liechtenstein   | 1 FL TV                                         | 1 FL TV   |
| Marokkó         | 2M                                              | 2M        |
| Oroszország     | NTV                                             | NTV       |
| Palesztina      | Palestinian Broadcasting Corporation            | PBC       |
| Szíria          | Organisme de la radio-télévision arabe syrienne | ORTAS     |

## Társult tagok
| Ország                    | Műsorsugárzó(k)                                                             | Rövidítés | Társulás éve |
| ------------------------- | --------------------------------------------------------------------------- | --------- | ------------ |
| Amerikai Egyesült Államok | American Broadcasting Company                                               | ABC       | 1959         |
| Amerikai Egyesült Államok | American Public Media                                                       | APM       | 2004         |
| Amerikai Egyesült Államok | CBS                                                                         | CBS       | 1956         |
| Amerikai Egyesült Államok | National Public Radio                                                       | npr       | 1971         |
| Amerikai Egyesült Államok | National Broadcasting Company                                               | NBC       | 1953         |
| Amerikai Egyesült Államok | WFMT                                                                        | WFMT      | 1980         |
| Ausztrália                | Australian Broadcasting Corporation                                         | ABC       | 1950         |
| Ausztrália                | FreeTV Australia                                                            | Free      | 1962         |
| Ausztrália                | Special Broadcasting Service                                                | SBS       | 1979         |
| Banglades                 | Bangladesh Television                                                       | BTV       | 1974         |
| Brazília                  | TV Cultura (Fundação Padre Anchieta)                                        | RC        | 2012         |
| Chile                     | Canal 13                                                                    | —         | 1971         |
| Dél-afrikai Köztársaság   | South African Broadcasting Corporation                                      | SABC      | 1951         |
| Dél-Korea                 | Korean Broadcasting System                                                  | KBS       | 1974         |
| Grönland                  | Kalaallit Nunaata Radioa                                                    | KNR       | 1982         |
| Grúzia                    | Imedi Media Holding                                                         | IMH       | 2004         |
| Grúzia                    | Rustavi 2                                                                   | —         | 2003         |
| Hongkong                  | Radio Television Hong Kong                                                  | RTHK      | 1983         |
| India                     | All India Radio                                                             | AIR       | 1979         |
| Irán                      | Islamic Republic of Iran Broadcasting                                       | IRIB      | 1969         |
| Japán                     | Japan Broadcasting Corporation                                              | NHK       | 1951         |
| Japán                     | Tokyo Broadcasting System                                                   | TBS       | 2000         |
| Japán                     | Tokyo FM                                                                    | TFM       | 1986         |
| Kanada                    | Canadian Broadcasting Corporation: - CBC Television - Ici Radio-Canada Télé | CBC       | 1950         |
| Kazahsztán                | Khabar Agency                                                               | KA        | 2016         |
| Kína                      | China Media Group                                                           | CMG       | 2010         |
| Kína                      | Shanghai Media Group                                                        | SMG       | 2016         |
| Kuba                      | Instituto Cubano de Radio y Televisión                                      | ICRT      | 1992         |
| Malajzia                  | Radio Televisyen Malaysia                                                   | RTM       | 1970         |
| Mauritius                 | Mauritius Broadcasting Corporation                                          | MBC       | 1980         |
| Omán                      | Public Authority for Radio and TV of Oman                                   | PART      | 1976         |
| Szíria                    | Organisme de la radio-télévision arabe syrienne                             | ORTAS     | 1978         |
| Új-Zéland                 | Radio New Zealand                                                           | RNZ       | 1950         |
| Új-Zéland                 | Television New Zealand                                                      | TVNZ      | 1980         |

## Korábbi társult tagok
| Ország     | Műsorsugárzó(k)                      | Rövidítés | Társulás ideje |
| ---------- | ------------------------------------ | --------- | -------------- |
| Palesztina | Palestinian Broadcasting Corporation | PBC       | 2009–2014      |

## Jóváhagyott résztvevők
| Ország          | Műsorsugárzó(k)                                   | Rövidítés |
| --------------- | ------------------------------------------------- | --------- |
| Észak-Macedónia | JP Makedonszka Radiodifuzija                      | JP MRD    |
| Spanyolország   | Catalunya Música                                  | CAT       |
| Spanyolország   | Cellnex Telecom                                   | CELLNEX   |
| Oroszország     | Russian Television and Radio Broadcasting Network | RTRN      |
| Szerbia         | Radio Televizija Vojvodine                        | RTV       |
| Globális        | TV5Monde                                          | TV5MONDE  |
| Páneurópai      | Euronews                                          | EURONEWS  |